# حلاوة الجبن
حلاوة الجبن حلوى تقليدية تشتهر في سوريا، تصنع من الجبن، والسميد، السكر، وماء الزهر، وتأخذ في النهاية شكل شرائح طرية وحلوة الطعم، وتقدم محشية بالقشطة أو سادة بدون حشوة وتزين بالبوظة والمكسرات. يعود منشأها إلى مدينة حماة في سوريا، وانتقلت منها إلى عموم سوريا وفيما بعد اشتهرت بها حمص ولكن تعتبر حماة هي الأولى في صناعتها.

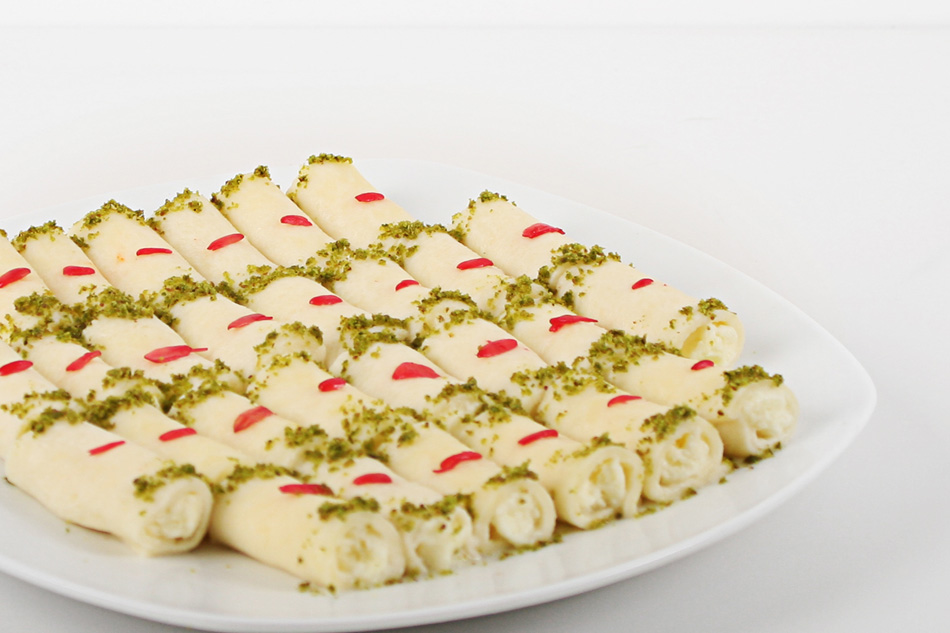
حلاوة الجبن

اشتهرت مدينة حماه السورية بتحضير طبق حلاوة الجبن، حيث تشتهر بتحضيرها منذ عشرات السنين، كما قاموا بتطويرها وتحويلها إلى مادة غذائية يمكن تصديريها إلى الخارج، كما يمكن للزائر أن يأخذها معه إلى خارج سورية كهدية لذيذة المذاق بعد أن تم تحضيرها بشكل لا يفسد موادها الأولية المصنعة منها وهي القشدة البلدية والدقيق السميد.
وتعتبر حلاوة الجبن من أشهر الأطباق التي لا يقاومها الكثيرون، سواء السادة أو المحشوة بلونها الذهبي، وهناك من المحال والأشخاص من يتفنن في تحضيرها؛ فيضيف عليها قطع البوظة العربية (الآيس كريم) في فصل الصيف الحار لتعطي منظرا ومذاقا ألذ وأشهى أيضا، بينما يضيف البعض إليها الفستق الحلبي المبشور أو جوز الهند الأبيض الناعم ليزداد مذاقها لذة.

## الوصفة
المكونات:
- كوب ونصف من السميد الناعم.
- كوب ونصف من الماء.
- ثلاثة أرباع كوب من السكر.
- نصف كيلوجرام من الجبن العكاوي الخالي من الملح.
- ثلاث ملاعق من ماء الورد.
- 600 جرام من القشدة الطازجة.
- ملعقة كبيرة من الفستق الحلبي المطحون ناعما.
- ملعقة صغيرة من زهر الليمون للزينة.[8]

طريقة التحضير:
- يمزج الماء والسكر في وعاء على النار.
- يضاف السميد عند الغليان بشكل تدريجي مع التحريك. المستمر، بعدها يضاف الجبن وماء الورد.
- يحرك الخليط حتى يتجانس ثم يرفع عن النار.
- يوضع القليل من الماء على طاولة التحضير ثم نبدأ بفرد العجينة حتى ترق.
- تقطع بعدها إلى مستطيلات ثم تحشى بالقشدة وتلف.
- تزين بالفستق الحلبي وزهر الليمون.

## المعلومات الغذائية
تحتوي قطعة حلاوة الجبن (160غ تقريباً) بحسب موقع شهية، على المعلومات الغذائية التالية:
- السعرات الحرارية: 561
- الدهون: 35
- الدهون المشبعة: 23
- الكوليسترول: 128
- الكاربوهيدرات: 54
- البروتينات: 8

## وصلات خارجية
- وصفة حلاوة الجبن مع معلوماتها الغذائية